# Briartite
La briartite è un minerale.